# Amama Mbabazi
Amama Mbabazi est un homme d'État ougandais, Premier ministre du 24 mai 2011 au 18 septembre 2014. Il a été nommé par le président Yoweri Museveni.

## Biographie
Il est né dans le village de Mparo, comté de Rukiga, dans l'actuel district de Kabale , le 16 janvier 1949. Il a fréquenté deux des institutions éducatives les plus en vue en Ouganda, tant pendant la période coloniale que post-coloniale: Kigezi College Butobere pour ses études secondaires, et Ntare School pour ses A-Levels. Mbabazi a obtenu un baccalauréat en droit de l'Université Makerere. Il a reçu un diplôme de troisième cycle en pratique juridique du Centre de développement du droit à Kampala. Il est avocat auprès des tribunaux judiciaires d'Ouganda et membre de l'Ouganda Law Society depuis 1977. 
Avant de se lancer en politique, il a exercé les fonctions de procureur de la République auprès du bureau du procureur général de 1976 à 1978, puis de secrétaire au Uganda Law Council de 1977 à 1979.
Entre 1986 et 1992, il a dirigé l’Organisation de la sécurité extérieure.